# Френи Шнайдер
Ферена „Френи“ Шнайдер (на немски: Verena „Vreni“ Schneider) е швейцарска състезателка по ски алпийски дисциплини.
Тя е трикратна олимпийска шампионка, трикратна световна шампионка и трикратна победителка в общото класиране за Световната купа. Има по сребърен и бронзов медал от зимни олимпийски игри, 2 бронзов и сребърни медала от световни първенства. Завършва първа в крайното класиране в слалома 6 пъти, а в гигантския слалом 5 пъти.
Печели 9 златни медала от първенството на Швейцария по ски алпийски дисциплини.
Тя е спортистка на годината на Швейцария за 1988, 1989, 1991, 1994 и 1995 г., както и спортистка на 20 век на Швейцария, спортистка на света на 1994 г.
Шнайдер е най-успешната швейцарска състезателка от олимпийски игри и най-успешната швейцарска скиорка.

## Спортна биография

### Ранни години
Родена е на 26 ноември 1964 г. в Елм, Швейцария. От 1981 г. е състезателка по ски алпийски дисциплини.

### Световна купа
Шнайдер дебютира в състезание за Световната купа на 14 декември 1984 в Мадона ди Кампилио, Италия. Първата си победа печели три дни по-късно в Санта Катерина, Италия. Печели общо 55 старта за Световната купа, 28 пъти завършва втора и 17 пъти трета.

#### Крайни класиране в Световната купа
Шнайдер завършва първа в Генералното класиране за Световната купа през 1989, 1994 и 1995 година. Печели Малкия кристален глобус в слалома през 1989, 1990, 1992, 1993, 1994 и 1995 година и в гигантския слалом през 1986, 1987, 1989, 1991 и 1995 година.
На 14-те състезания, които печели през сезон 1988/89 г., поставя световен рекорд.
| година | място |
| ------ | ----- |
| 1985   | 9     |
| 1986   | 3     |
| 1987   | 2     |
| 1988   | 5     |
| 1989   | 1     |
| 1990   | 6     |
| 1991   | 3     |
| 1992   | 4     |
| 1993   | 6     |
| 1994   | 1     |
| 1995   | 1     |

### Участия на световни първенства
Френи Шнайдер участва на четири световни първенства – в Бормио през 1985 г., Кранс-Монтана през 1987 г., Вейл през 1989 г. и Залбах-Хинтерглем през 1991 г.

#### Бормио 1985
В Бормио през 1985 г. участва в дисциплината гигантски слалом, в която се класира на дванадесето място.

#### Кранс-Монтана 1987
В Кранс-Монтана през 1987 г. печели гигантския слалом и завършва на четвърто място в супер-гигантския слалом и комбинацията.

#### Вейл 1989
Във Вейл през 1989 г. отново печели гигантския слалом и печели сребърните медали в слалома и комбинацията.

#### Залбах-Хинтерглем 1991
В Залбах-Хинтерглем през 1991 г. печели слалома и бронзовия медал в комбинацията. Завършва седма в гигантския слалом.

### Участия на зимни олимпийски игри
Шнайдер участва на три зимни олимпийски игри – в Калгари през 1988 г., в Албервил през 1992 г. и в Лилехамер през 1994 г.

#### Калгари 1988
В Калгари през 1988 г. става олимпийска шампионка в дисциплините слалом и гигантски слалом.

#### Албервил 1992
В Албервил през 1992 г. завършва седма в слалома.

#### Лилехамер 1994
В Лилехамер през 1994 г. става олимпийска шампионка в слалома, печели сребърния медал в комбинацията, бронзовия в гигантския слалом и завършва на 33-то място в спускането.

## След спорта
Френи Шнайдер обявява оттеглянето си от активния спорт на 19 април 1995 година.

## Семейство
Френи Шнайдер е женена, с 2 деца.